# Gråryggig springhöna
Gråryggig springhöna (Turnix maculosus) är en fågel i familjen springhöns som länge betraktades som hönsfåglar, men som trots sitt likartade utseende egentligen tillhör ordningen vadarfåglar. Den förekommer i fuktiga gräsmarker i den australiska regionen. Arten minskar i antal, men beståndet anses ändå vara livskraftigt.

## Utseende och läte
Gråryggig springhöna är en mycket liten (12–16 cm) hönsliknande fågel. Karakteristiskt är ett rödbrunt halsband, gul näbb och tydliga svarta fläckar från under ögat till vingen. Vid uppflog syns ljusa vingfläckar som kontrasterar mot mörkare rygg och vingspetsar. Lätet är ett mjukt och dämpat "oom-oom-oom-oom" där slutet på varje ton är stigande.

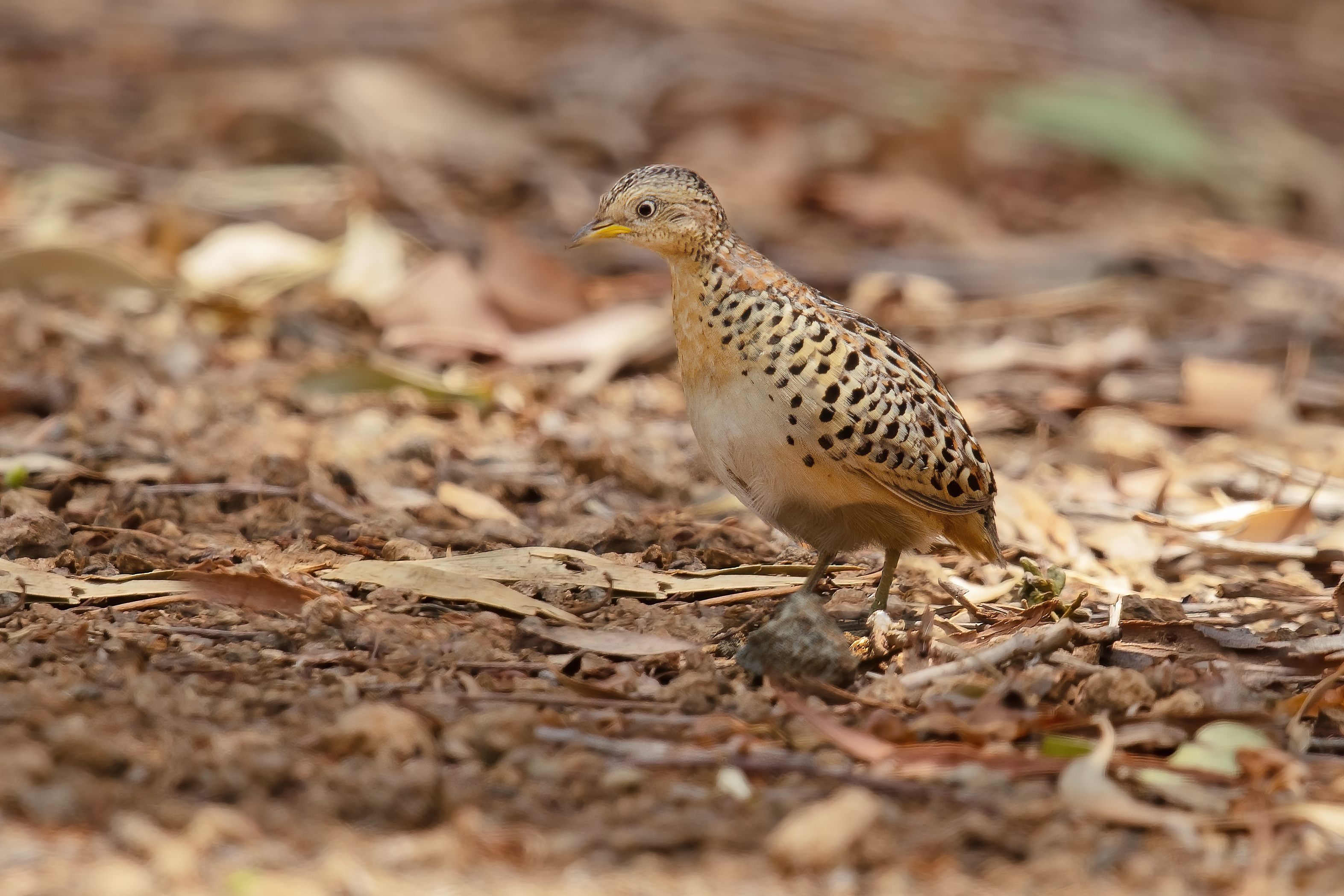

## Utbredning och systematik
Gråryggig springhöna förekommer från Sulawesi till Australien och delas in i hela 14 underarter med följande utbredning:
- Turnix maculosus beccarii – Sulawesi, Pulau Muna och Tomia (Tukangbesiöarna)
- Turnix maculosus kinneari – Peleng (Banggaiöarna utanför östra Sulawesi)
- Turnix maculosus obiensis – Obi, Kai Kecil (Kaiöarna) samt Babaröarna
- Turnix maculosus sumbanus – Sumba (Små Sundaöarna)
- Turnix maculosus floresianus – Små Sundaöarna (Sumbawa, Komodo, Padar, Flores och Alor)
- Turnix maculosus maculosus – Små Sundaöarna (Roti, Semau, Timor, Wetaröarna, Moa och Kisar)
- Turnix maculosus savuensis – Savu (Små Sundaöarna)
- Turnix maculosus saturatus – Bismarcköarna (Niu Briten och Duke of York-öarna)
- Turnix maculosus furvus – Huonhalvön (nordöstra Nya Guinea)
- Turnix maculosus giluwensis – östcentrala Nya Guinea
- Turnix maculosus horsbrughi – södra Nya Guinea
- Turnix maculosus mayri – Louisiaderna
- Turnix maculosus salamonis – Guadalcanal (Salomonöarna)
- Turnix maculosus melanotus – norra och östra Australien

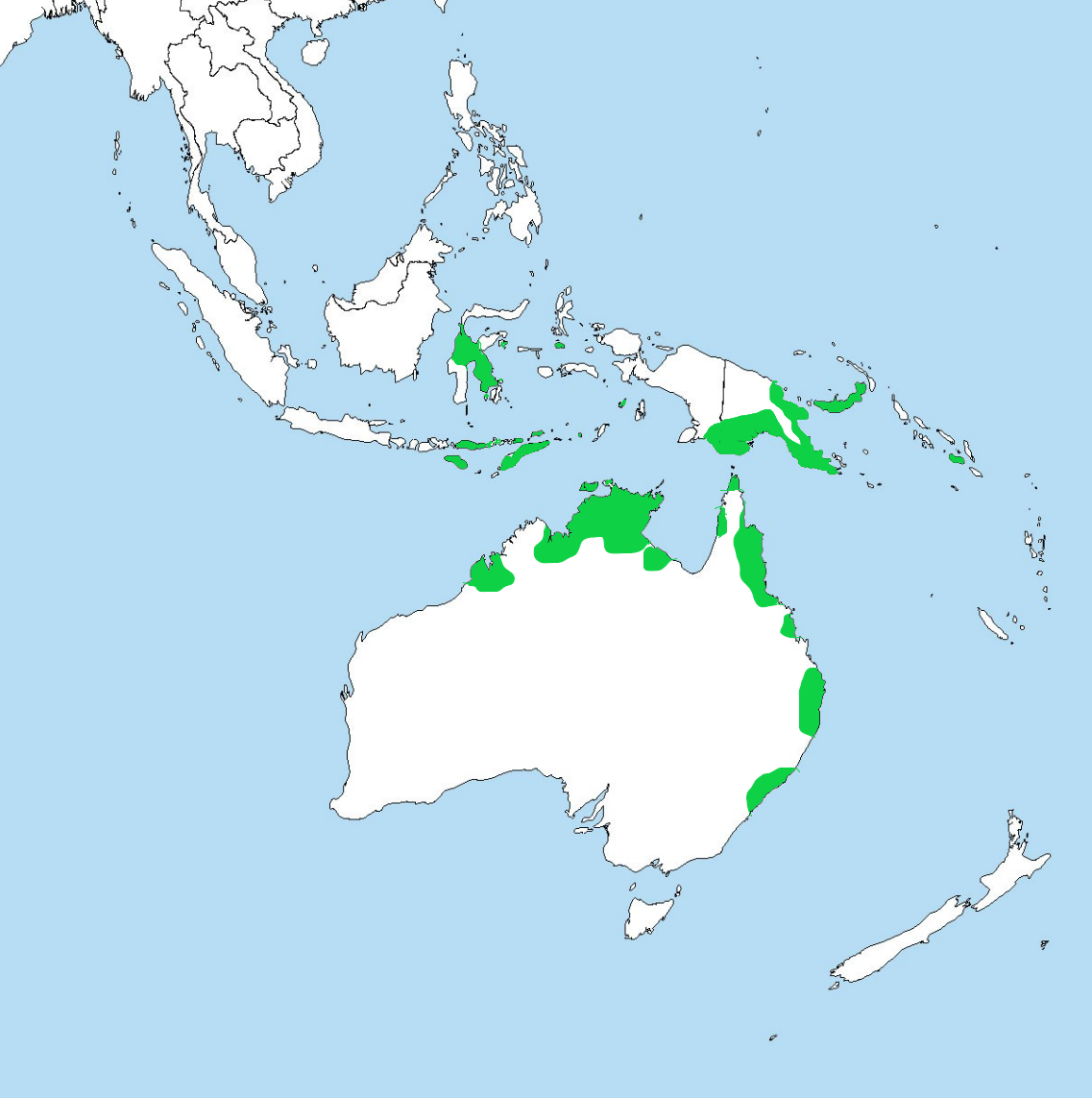
Utbredningsområde för gråryggig springhöna.

## Levnadssätt
Gråryggig springhöna bebor täta fuktiga gräsmarker, där den är mycket tillbakadragen och ses ofta endast när den skräms upp. Liksom andra springhöns har den ett polyandriskt häckningsbeteende, där honan parar sig med flera hanar. Det är honan som är mer färgglatt tecknad, initierar parning och bygger boet, medan den blekare tecknade hanen ruvar äggen och tar hand om ungarna.

## Status och hot
Arten har ett stort utbredningsområde och en stor population, men tros minska i antal, dock inte tillräckligt kraftigt för att den ska betraktas som hotad. IUCN kategoriserar därför arten som livskraftig (LC).